# 霞ヶ浦大橋

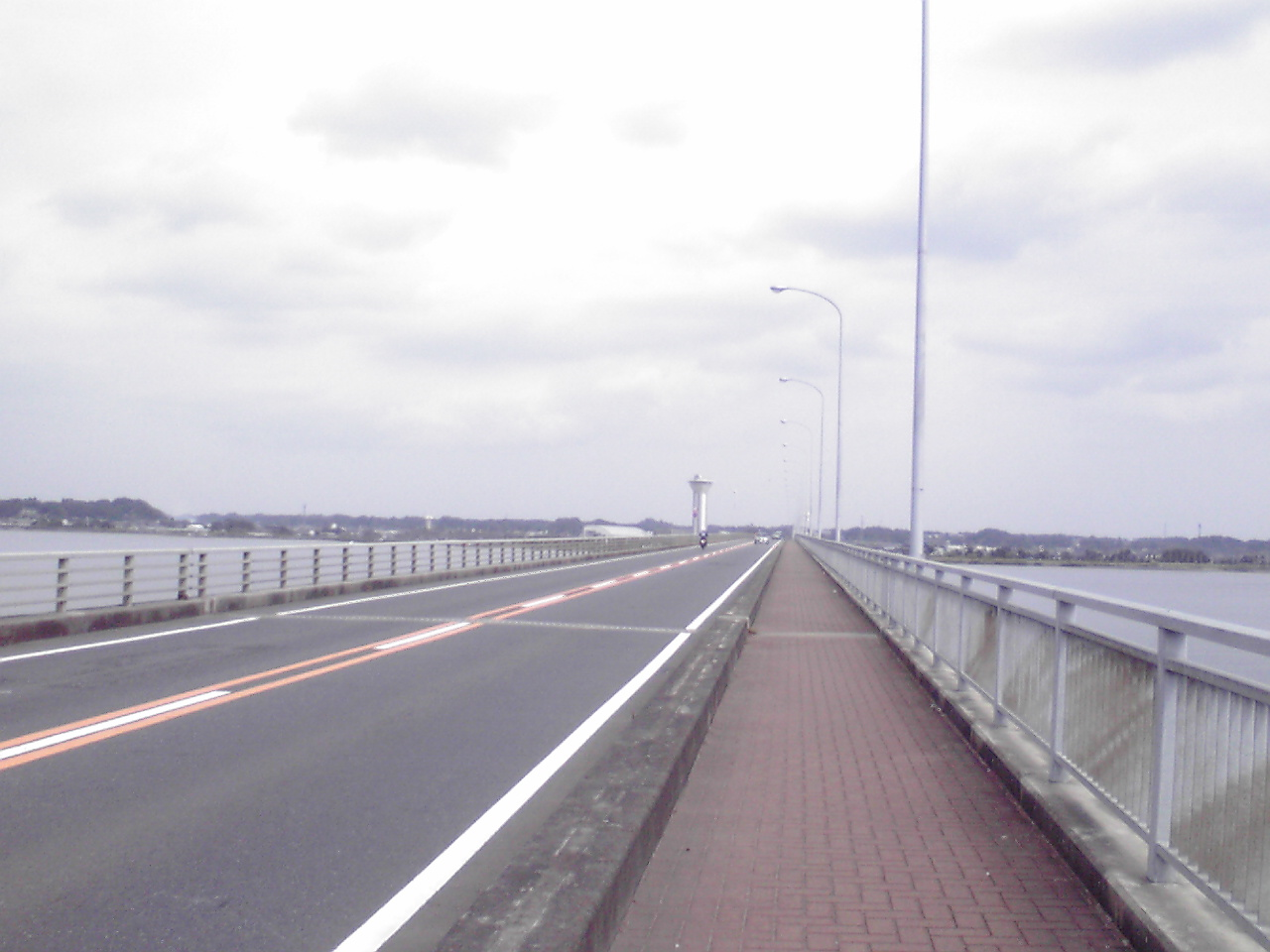
橋上
橋の向こうに見えているのは霞ヶ浦ふれあいランドの虹の塔。

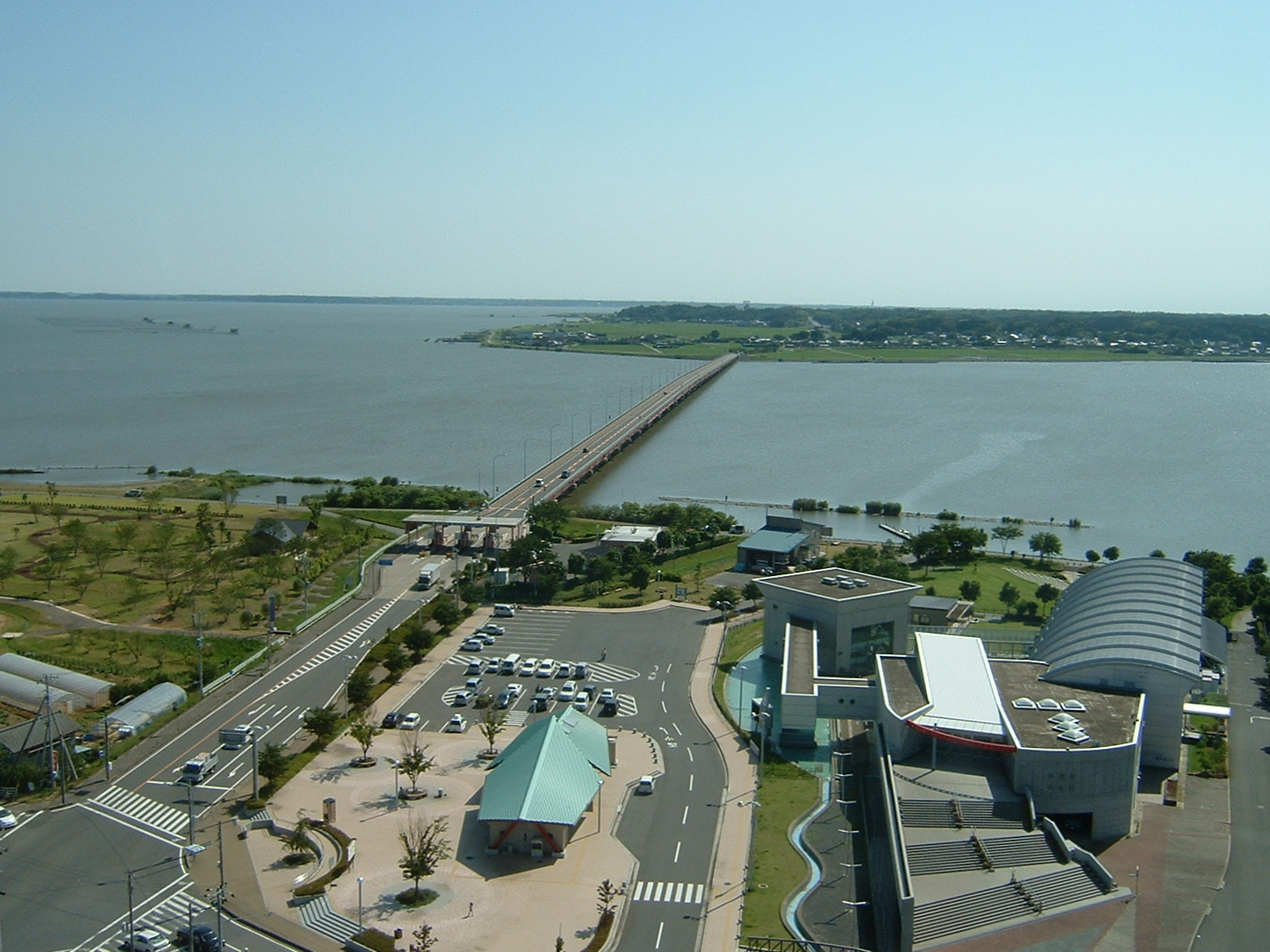
料金所が存在していた頃の霞ヶ浦大橋の全景。

霞ヶ浦大橋（かすみがうらおおはし）は、茨城県かすみがうら市と行方市を結ぶ、霞ヶ浦に架かる国道354号の橋である。2005年（平成17年）11月1日まで茨城県道路公社が有料道路として管理し、名称は霞ヶ浦大橋有料道路であった。

## 概要
霞ヶ浦の西浦に初めて架かった橋であり、開通以来唯一の橋である。かすみがうら市田伏と行方市玉造甲を結び、橋の長さは1015.6 m、橋の幅は11.5 mで、2車線の車道と片側に幅2.5 mの歩道が設けられている。有料道路時代、料金所と道路公社事務所は玉造町（現、行方市）側にあった。無料開放後、事務所跡地には行方市観光物産館「こいこい」が新築された。
上部工形式選定にあたっては、河川管理上の点から湖岸部で支間長30 m以上、湖心部では浚渫船航行の都合上支間長40 m以上が必要とされた。建設地点は軟弱地盤であり、また耐震性や走行性を考慮した結果、鋼連続鈑桁が選定された。架設にあたっては湖心部側の3径間連続鈑桁はフローティングクレーンによって、湖岸側の4径間連続鈑桁はクローラークレーンベント工法によって架設した。下部工は仮締切工が不要となるPCウェル基礎と鋼管矢板井筒基礎を採用し工期を大幅に短縮し、1985年（昭和60年）1月28日の起工から2年余り後の1987年（昭和62年）3月3日には供用を開始した。
- 形式 - 鋼4径間連続鈑桁橋2連 + 鋼3径間連続鈑桁橋4連 + 鋼4径間連続鈑桁橋2連
- 橋格 - 1等橋 (TL-20)
- 道路規格 - 第3種第2級
- 設計速度 - 60 km/h
- 橋長 - 1,015.600 m
  - 支間割 - (31.215 m + 2×31.675 m + 31.245 m) + (31.245 m + 2×31.675 m + 31.245 m) + 4× (41.920 m + 42.400 m + 41.920 m) + (31.245 m + 2×31.675 m + 31.245 m) + (31.245 m + 2×31.675 m + 31.215 m)
- 床版 - 鉄筋コンクリート
- 幅員
  - 総幅員 - 11.500 m
  - 有効幅員 - 10.500 m
  - 車道 - 8.000 m（2車線）
  - 歩道 - 片側2.500 m
- 横断勾配 - 0.82 %
- 橋台 - 逆T式橋台（鋼管杭基礎）
- 橋脚 - PCウェル基礎 (P1 - P7, P20 - P27) 、鋼管矢板井筒基礎 (P8 - P19)
- 施工 - 石川島播磨重工業[注釈 2]・川田工業・東京鉄骨橋梁[注釈 3]・宮地鐵工所[注釈 4]
- 架設工法 - フローティングクレーン工法、クローラークレーンベント工法
- 総鋼重 - 1,989.800 t

## 歴史
戦後、食糧自給率向上のため霞ヶ浦の高浜入を農林水産省直轄で干拓し農地を造る「高浜入干拓事業」が進められていたが、地元漁民の強い反対と毎年コメ余りが起こるなどの食糧事情の社会的変化に、干拓事業自体が目的にそぐわなくなってきたことから、やがて社会問題に発展し、国はこの事業を断念した。これは同時に、出島村と玉造町が干拓堤防道路で結ばれるはずであったが、この計画も白紙撤回となった。このことから、干拓中止と引き換えに橋の建設を要求する地元民の強い要望と、県道土浦大洋線（現国道354号）の道路整備を進めたい茨城県側の思惑の一致から、1978年（昭和53年）に具体的な架橋構想が打ち出され、1980年（昭和55年）に調査事業が初予算化された。このころ地元関係9市町村で組織する「玉造・出島間架橋促進協力会」も発足し、橋の実現化のために国へ陳情するなどの橋の架設実現を目指して促進運動を展開した。1981年（昭和56年）6月に建設ルートが示され、翌1982年（昭和57年）末ごろに大蔵省原案で橋を建設することが決定した。
茨城県と道路公社は、霞ヶ浦大橋建設で湖に27脚の橋脚を建てるため、有料道路の着工間もない1984年（昭和59年）春から、霞ヶ浦で操業している地元漁協と交渉してきたが、漁協側は「橋脚の高さが低く、ワカサギ漁に使用する帆曳船が通過できない」と主張し、「橋の設計変更は不可能」とする県と対立した。この問題は、茨城県知事と地元漁協のトップ会談で、県が漁業補償金に解決金を上乗せした3000万円を支払うことで同年末に全面決着し、ようやく霞ヶ浦大橋着工に目途がついた。総事業費は45億円（当時）で、1985年（昭和60年）1月に橋梁本体工事を着工し、1987年（昭和62年）3月3日に有料道路として開通した。
道路整備特別措置法の規定により、有料道路として供用開始した1987年（昭和62年）より30年間通行料を徴収満了して無料化する計画としていたが、当初見込みを上回る交通量に支えられ、2000年度（平成12年度）決算において茨城県道路公社が運営する有料道路のなかでも最も採算状況の良い黒字路線であったことから、整備費が早期償還出来たとして2017年（平成29年）の料金徴収期間満了を待たず2005年（平成17年）に繰り上げ無料開放された。

### 年表
- 1983年（昭和58年）12月12日：霞ヶ浦大橋有料道路の工事着工[12]。
- 1984年（昭和59年）12月4日：霞ヶ浦大橋本体着工を巡る漁業補償問題が決着する[8]。
- 1985年（昭和60年）1月28日：霞ヶ浦大橋の起工式を挙行[7][4]。
- 1987年（昭和62年）3月2日：霞ヶ浦大橋有料道路（延長1.1 km）の工事完了[13]。
- 1987年（昭和62年）3月3日：霞ヶ浦大橋有料道路として開通[9] 。通行料金は、普通車350円、大型車(I)500円、大型車(II)1,200円、軽車両等30円[14] 。当時は茨城県道土浦大洋線の一部だった[13]。
- 1993年（平成5年）4月1日：土浦大洋線の国道昇格に伴い、国道354号の一部となる。
- 1997年（平成9年）4月1日：消費増税に伴う料金改定（普通車360円、大型車(I)530円、大型車(II)1,260円、軽車両等30円）[15]。
- 2005年（平成17年）11月1日：無料開放[11]。その後、料金所を撤去。

### 架橋以前
霞ヶ浦には複数の渡船があり、架橋以前には新治郡出島村柏崎 - 行方郡玉造町浜にも存在した。1965年（昭和40年）、茨城県は県道土浦大洋線の一部として県営渡船「出島丸」を就航させた。22年後、大橋開通日の1987年（昭和62年）3月3日廃止。県営以前は民営で、大橋と同じ田伏 - 高須にも一時民営の渡しがあった。就航時の柏崎桟橋は現在の泊地のやや東、浜桟橋は僅かに南にあり、湖岸堤着工まで存在した。
- 船数 - 2（第一出島丸、第二出島丸）
- 船体 - 木造
- 船種 - 旅客船
- 距離 - 1.5 km
- 所要時間 - 約10分
- 料金 - 無料
- 便数 - 1日8往復（7時 - 17時）

関鉄鉾田線浜駅から開校したばかりの石岡商業高へ、或いは玉造工業高へ通う生徒で船は朝夕混雑、土浦市街より玉造商店街が近い出島東部の人々も多く利用し、新治郡と行方郡の結びつきを強める役割を果たした。

## かつての通行料金
有料道路時代の最終通行料金は以下の通り。
- 軽車両等：30円
- 普通車：360円
- 大型車(I)：530円
- 大型車(II)：1,260円

## 周辺
- 道の駅たまつくり
- 霞ヶ浦郷土資料館
- 霞ヶ浦ふれあいランド